# Вулиця Глиняна (Тернопіль)
Вулиця Глиняна — вулиця у житловому масиві «Східний» міста Тернополя.

## Відомості
Розпочинається від проспекту Степана Бандери, пролягає на південь до вулиці Глибокої, де і закінчується. Рух по вулиці односторонній — лише від вулиці Глибокої в напрямку проспекту Степана Бандери. На вулиці розташовані переважно приватні будинки.

## Установи
- Тернопільська дистанція сигналізації та зв'язку (Глиняна, 4)